# Zarzecze (przystanek kolejowy w rejonie mościskim)
Zarzecze (ukr. Заріччя, ros. Заречье) – przystanek kolejowy w miejscowości Zarzecze, w rejonie jaworowskim, w obwodzie lwowskim, na Ukrainie.